# منظمة نورسكين
مؤسسة نورسكين هي مؤسسة غير ربحية وغير دينية وغير حزبية تهدف لمساعدة رواد الأعمال على ابتكار حلول لأعظم التحديات التي يواجهها العالم، مثل الفقر والمجاعة و مشاكل الصحة العقلية والتلوث وتغير المناخ. جمعت مؤسسة نورسكين العديد من صناديق رأس المال الاستثماري التي يتم استعمالها لإدارة برامج تسريع للشركات الناشئة في المراحل المبكرة، وتدير مساحات عمل مشتركة في ستوكهولم، السويد؛ وكيغالي، رواندا وبرشلونة، إسبانيا. تم إنشاء مؤسسة نورسكين على يد نيكلاس أدالبرث، أحد مؤسسي شركة التكنولوجيا المالية كلارنا .

## تاريخ مؤسسة نورسكين
تم إنشاء مؤسسة نورسكين في يونيو 2016 من قبل مؤسس كلارنا نيكلاس أدالبرث ، الذي ساهم بمبلغ 20 مليون دولار أمريكي لإطلاق المؤسسة. في ديسمبر 2017، التزمت ادالبيرث بمبلغ إضافي قدره 62 مليون دولار لمؤسسة نورسكين.  في نفس العام، تم افتتاح مساحة عمل مشتركة تبلغ مساحتها 2400 متر مربع باسم Norrsken House (منزل نورسكين) في محطة ترام أعيد استخدامها في ستوكهولم.  في عام 2023، استضافت منازل نورسكين في ستوكهولم، السويد، وكيغالي، رواندا، وبرشلونة، إسبانيا، أكثر من 2000 عضو يمثلون أكثر من 300 شركة ناشئة.  

## الاستثمارات
بعد الانطلاق الأولي لمؤسسة نورسكين في عام 2016, أسس المؤسسون المشاركون لشركات King (كينج), Mojang (موجانق), و Daniel Wellington(دانييل ويلينقتون) صندوق نفقات بقيمة 34 مليون دولار أمريكي.   تتراوح الاستثمارات في الشركات التي تستضيفها المؤسسة من 100 ألف دولار إلى مليون دولار. 
في عام 2019، أسست مؤسسة نورسكين صندوق استثماري جديد يسمى Norrsken VC. المخطط بأن يستثمر 100 مليون يورو في شركات جديدة تركز على الاستدامة.   في عام 2020، استثمر الاتحاد الأوروبي في صندوق نورسكين من خلال صندوق الاستثمار الأوروبي (EIF)، بالإضافة إلى البنوك الاسكندنافية نورديا وSEB . 
في عام 2021, أسست مؤسسة صندوقًا استثماريًا بقيمة 200 مليون دولار أمريكي بأسم "نورسكين 22". يهدف نورسكين 22 لدعم جيل جديد من شركات التكنولوجيا الناشئة في إفريقيا.  في العام ذاته, أطلقت شركة نورسكين برنامج تسريع الأعمال، حيث تستثمر في 20 شركة ناشئة في مراحلها المبكرة كل عام. 
في عام 2024، أسست Norrsken VC صندوقها الثاني بقيمة 320 مليون يورو، مما يجعله أكبر صندوق تأثير عام في المراحل المبكرة للشركات الناشئة في أوروبا. 
بحلول نهاية عام 2024، دعمت شركة نورسكين أكثر من 150 شركة ناشئة من خلال صناديقها المختلفة. 

## مساحات العمل المشترك
تدير مؤسسة نورسكين مركز Norrsken House في ستوكهولم ، وهو عبارة عن مساحة عمل مشتركة لرجال الأعمال الذين يحاولون حل المشكلات الاجتماعية.  في عام 2019، أعلنت نورسكين عن إنشاء Norrsken House East Africa، وهي مساحة عمل مشتركة لرواد الأعمال في كيغالي ، رواندا .  تم افتتاح Norrsken House Kigali للعامة في شهر ديسمبر 2021.  تبلغ مساحة مركز كيغالي 12000 متر مربع وهو يستضيف حاليًا ما يصل إلى 1300+ عضو. يوفر المركز مرافق مثل المكاتب الخاصة وقاعات الاجتماعات ومساحات الفعاليات لتلبية احتياجات الشركات الناشئة والمشاريع التي تركز على الابتكار والتأثير الاجتماعي في جميع أنحاء أفريقيا. يمكن الوصول إلى هذه المرافق من خلال رسوم العضوية التي يتم تقسيمها إلى ثلاث مستويات 
| مستوى العضوية | الناس     |
| ------------- | --------- |
| حسب الطلب     | فرق كبيرة |
| مكتب خاص      | 4+        |
| طاولة مرنة    | 1-4       |

أقام مركز كيغالي شراكة مع منظمات محلية ودولية لاستضافة برامج وفعاليات تهدف إلى تعزيز ريادة الأعمال ودفع النمو المستدام في المنطقة. كما أنها تستضيف عددًا من الفعاليات المجتمعية كل شهر مثل Founder's Friday Pitch الرائد.  في أكتوبر 2023، افتتحت شركة Norrsken مركز Norrsken House Barcelona ، وهو أكبر مركز للتكنولوجيا والتأثير في أوروبا. 